# Greenfield-papyrusen

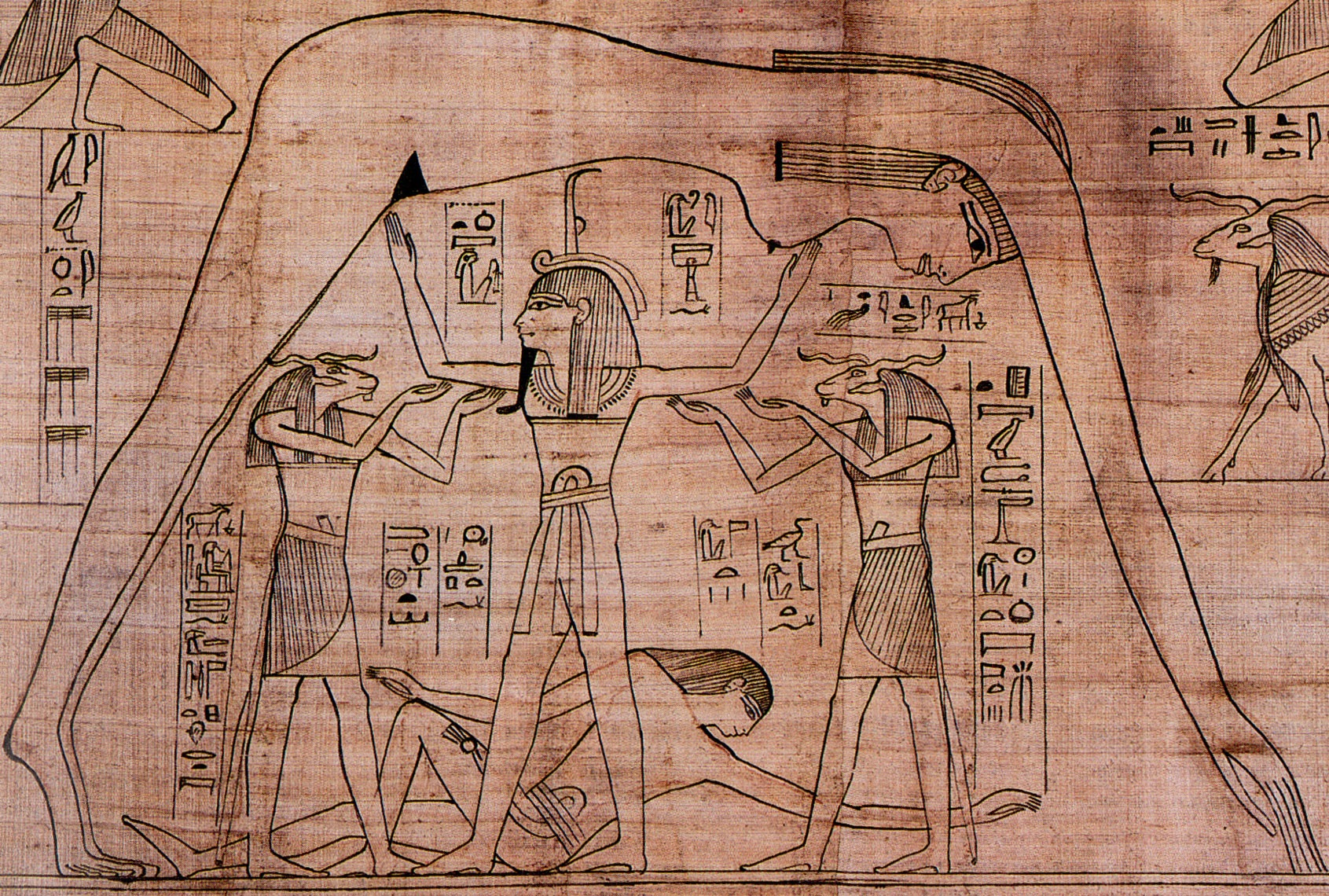
Greenfiels-papyrusen del 87, scenen med Shu, Nut och Geb

Greenfield-papyrusen (även Nesitanebetashrus dödsbok, BM EA 10554-87) är det hittills längsta papyrusfyndet av en dödsbok och begravningsceremoni från det Tredje mellantiden i Forntida Egypten. Manuskriptet dateras till cirka 1000-talet f.Kr. Papyrusen förvaras idag på British Museum i London.

## Manuskriptet
Greenfield-papyrusen är en papyrusrulle med en ursprunglig längd på cirka 37 meter och cirka 47 cm bred. Numera är manuskriptet delat i 96 bitar.
Manuskriptet innehåller både text och teckningar, texten är skriven på rectosidan och i hieratisk skrift och delvis i hieroglyfer. Dödsboken omfattar en rad hymner, litanier, vördnadsbetygelser och hommager.
Papyrusen dateras till mellan 1050-talet och 950-talet f. Kr. under Egyptens tjugoförsta dynasti. Manuskriptet beskriver prästen Pinudjem II dotter Nesitanebetashrus begravning kring år 930 f. Kr.
En av scenerna visar när guden Shu (Luftens gud) hjälper Nut (Himlens gud) att dela på himmel och jord, framställd som Geb (Jordens gud).
Bland scenerna återfinns även delar ur världens skapelse enligt den egyptiska skapelsemyten med guden Atum i centrum.

## Historia
Det är inte känt när och hur papyrusen upptäcktes men engelske Greenfield införskaffade manuskriptet kring 1880, fyndplatsen antas vara nekropolen i Deir el-Bahri.
Efter Greenfields död donerade hans änka Edith Mary Greenfield manuskriptet 1910 till British Museum, papyrusens arkivnummer är BM EA 10554-87.
1912 publicerade engelske Ernest Alfred Wallis Budge en översättning i boken "The Greenfield papyrus in the British Museum - The funerary papyrus of Princess Nesitanebtȧshru, daughter of Painetchem II and Nesi-Khensu, and priestess of Ȧmen-R̄a at Thebes, about B.C. 970"' utgiven av British Museum.